# Chodecz (gmina)
Chodecz (do 1870 gmina Kamienna) – gmina miejsko-wiejska w Polsce położona w województwie kujawsko-pomorskim, w powiecie włocławskim. W latach 1975–1998 gmina administracyjnie należała do województwa włocławskiego.
Siedziba gminy to Chodecz.
Według danych z 30 czerwca 2004 gminę zamieszkiwały 6434 osoby.

## Struktura powierzchni
Według danych z roku 2002 gmina Chodecz ma obszar 122,23 km², w tym:
- użytki rolne: 82%
- użytki leśne: 10%

Gmina stanowi 8,3% powierzchni powiatu.

## Demografia

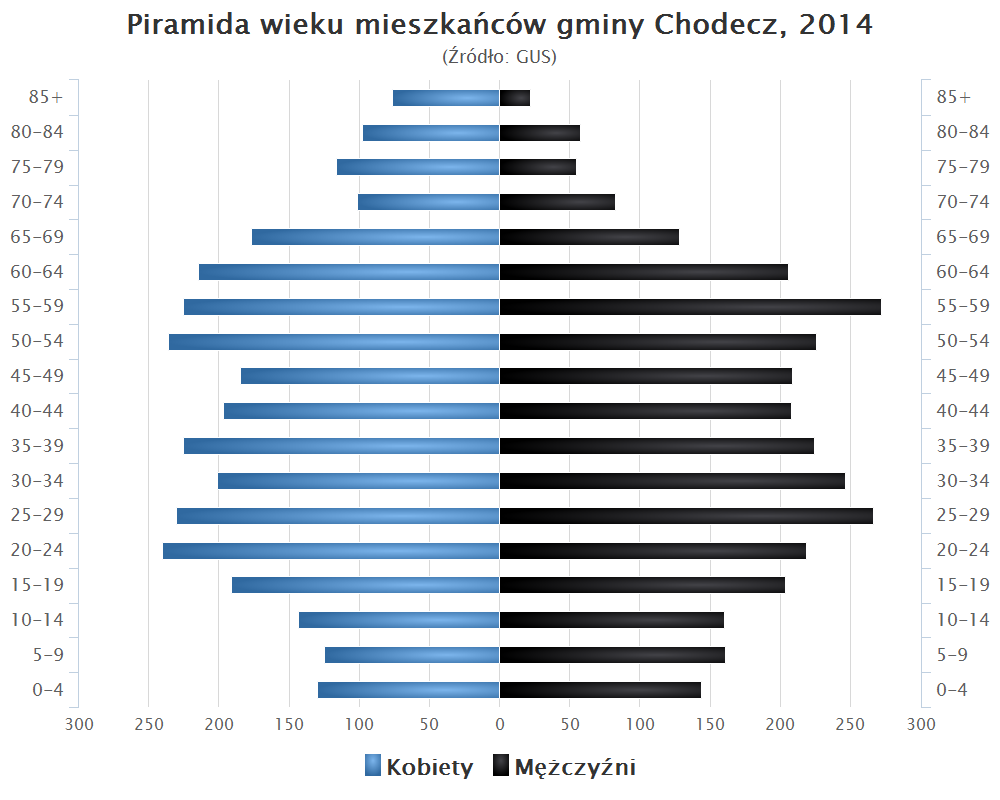
Piramida wieku mieszkańców gminy Chodecz w 2014 roku

Dane z 30 czerwca 2004:
| Opis                              | Ogółem | Ogółem | Kobiety | Kobiety | Mężczyźni | Mężczyźni |
| --------------------------------- | ------ | ------ | ------- | ------- | --------- | --------- |
| jednostka                         | osób   | %      | osób    | %       | osób      | %         |
| populacja                         | 6434   | 100    | 3248    | 50,5    | 3186      | 49,5      |
| gęstość zaludnienia (mieszk./km²) | 52,6   | 52,6   | 26,6    | 26,6    | 26,1      | 26,1      |

## Zabytki
Wykaz zarejestrowanych zabytków nieruchomych na terenie gminy:
- kościół parafii pod wezwaniem św. Dominika z lat 1849–1850 w mieście Chodecz, nr 474/A z 30.12.1995 roku
- zespół budynków cmentarnych z 1773 roku w mieście Chodecz, obejmujący: kaplicę pod wezwaniem św. Jakuba z 1799; kolumbarium; dom braci szpitalnych, nr A/694/1-3 z 17.02.1985 roku
- zespół dworski z 1904 roku w Chodeczku, obejmujący: dwór; park, nr 232/A z 27.11.1987 roku
- dwór „na Grodzisku” z XIX/XX w. w Hucie Chodeckiej, nr 366/A z 03.08.1995 roku.

## Sołectwa
Brzyszewo, Chodeczek, Ignalin, Kromszewice, Kubłowo, Lubieniec, Łania, Łanięta, Mielinek, Mstowo, Przysypka, Psary, Pyszkowo, Sobiczewy, Strzygi, Strzyżki, Wola Adamowa, Zalesie, Zbijewo, Zieleniewo.

## Pozostałe miejscowości
Bogołomia, Cetty, Florkowizna, Gawin, Huta Chodecka, Huta Towarzystwo, Kołatki, Kubłowo Małe, Łakno, Micielno, Mielno, Mstowo, Działkowicze, Niesiołów-Towarzystwo, Niwki, Nowiny, Ogorzelewo, Pieleszki, Piotrowo, Podgórze-Zameczek, Prosno, Ruda Lubieniecka, Sadok, Strzygowska Kolonia, Szczecin, Trzeszczon, Uklejnica, Witoldowo.

## Sąsiednie gminy
Boniewo, Choceń, Dąbrowice, Lubień Kujawski, Przedecz